# III. Charles de Bourbon-Montpensier
III. Charles de Bourbon-Montpensier, vagy rövidebben III. Charles de Bourbon, magyaros névformája gyakran Bourbon Károly, (Montpensier, Auvergne, 1490. február 17. – Róma, 1527. május 6.), francia főnemes, Bourbon hercege, Montpensier grófja, az itáliai háborúkban 1507–1523 között XII. Lajos és I. Ferenc királyok sikeres hadvezére, 1509-től a francia király főhadparancsnoka (le Connétable de Bourbon). Házassága révén a Bourbon (Bourbonnais) Hercegség ura. 1523-ban a pénzszűkébe jutott I. Ferenc felségsértés címén elkobozta összes birtokait. Charles dezertált, és haláláig V. Károly császár szolgálatában harcolt Franciaország és a pápai állam ellen. 1525-ben a paviai csatában foglyul ejtette és a császár kezére juttatta királyát. 1527-ben Róma ostrománál esett el.

## Élete

### Származása
Charles a Bourbon hercegi házból származott. Édesapja Gilbert de Bourbon (1443–1496) volt, Montpensier grófja Auvergne és Clermont örökös grófja (comte-dauphin), I. Louis de Bourbon-nak, Montpensier grófjának (1409–1486), Mercœur és Combrailles urának és Gabrielle de La Tour hercegnőnek (†1486) fia. 
Édesanyja Chiara (Clara) de Gonzaga mantovai őrgrófnő (1464–1503) volt, I. Frigyes mantovai őrgróf (1441–1484) és Margit bajor hercegnő (1442–1479) leánya.
Szülei házasságából hat testvér született:
- Louise de Montpensier (1482–1561), Montpensier hercegnője, Auvergne dauphine-ja, 1499-ben IV. André de Chauvigny-hoz Déols hercegéhez, Brosse vikomtjához († 1503), majd 1504-ben a családi ágból származó Louis de Bourbon-Vendôme-hoz (1473–1520), La Roche-sur-Yon hercegéhez ment feleségül.
- II. Louis de Montpensier (1483–1501), Montpensier grófja
- III. Charles de Montpensier (1490–1527), Bourbon hercege, connétable, 1505-ben Suzanne de Bourbon-Beaujeu-t (1491–1521), Bourbon és Auvergne hercegnőjét, La Marche grófnőjét vette feleségül.
- François (1492–1515), Châtellerault hercege
- Renée de Bourbon-Montpensier (1494–1539), Mercœur úrnője, 1515-ben II. Antoine de Lorraine-hez (1489–1544), Lotaringia és Bar hercegéhez ment feleségül.
- Anne (1496–1510).

Charles apja, Gilbert de Monpensier gróf részt vett VIII. Károly francia király nápolyi hadjáratában. A király megtette az elfoglalt Nápolyi Királyság francia alkirályává. A francia haderő visszavonulásakor a hátrahagyott helyőrséget a visszatérő II. Ferdinánd nápolyi király csapatai, Gonzalo Fernández de Córdoba spanyol hadvezér vezetésével 1496 végére Salernóban körülzárták és megadásra kényszerítették. Maga Gilbert alkirály is meghalt a seregét tizedelő járványban.
Gilbert de Bourbon-Montpensier halálával (1496-ban) címei legidősebb fiára, Louis-ra, majd az ő elhunytával (1501-ben), második fiára, Charles-ra szálltak. Ő lett Montpensier grófja, Auvergne dauphin-je, Clermont és Sancerre grófja, Mercœur és Combraille ura. (Címeit 1523-ig, birtokai elvesztéséig viselte).

### A Bourbon-örökség
|                                                  |                                                  |                                                  |                                                  |                                                  |                                                  |  |  | I. Jean de Bourbon × Marie de Berry                    |                                                        |                                                        |                                                        |                                                        |                                                        |  |  |                                                                |                                                                |                                                                |                                                                |                                                                |                                                                |  |  |  |  |  |  |  |  |  |  |  |  |  |  |  |  |  |  |  |  |
|                                                  |                                                  |                                                  |                                                  |                                                  |                                                  |  |  |                                                        |                                                        |                                                        |                                                        |                                                        |                                                        |  |  |                                                                |                                                                |                                                                |                                                                |                                                                |                                                                |  |  |  |  |  |  |  |  |  |  |  |  |  |  |  |  |  |  |  |  |
|                                                  |                                                  |                                                  |                                                  |                                                  |                                                  |  |  |                                                        |                                                        |                                                        |                                                        |                                                        |                                                        |  |  |                                                                |                                                                |                                                                |                                                                |                                                                |                                                                |  |  |  |  |  |  |  |  |  |  |  |  |  |  |  |  |  |  |  |  |
|                                                  |                                                  |                                                  |                                                  |                                                  |                                                  |  |  | I. Charles de Bourbon × Agnès de Bourgogne (1407–1476) | I. Charles de Bourbon × Agnès de Bourgogne (1407–1476) | I. Charles de Bourbon × Agnès de Bourgogne (1407–1476) | I. Charles de Bourbon × Agnès de Bourgogne (1407–1476) | I. Charles de Bourbon × Agnès de Bourgogne (1407–1476) | I. Charles de Bourbon × Agnès de Bourgogne (1407–1476) |  |  | I. Louis de Bourbon-Montpensier × Gabrielle de La Tour (+1486) | I. Louis de Bourbon-Montpensier × Gabrielle de La Tour (+1486) | I. Louis de Bourbon-Montpensier × Gabrielle de La Tour (+1486) | I. Louis de Bourbon-Montpensier × Gabrielle de La Tour (+1486) | I. Louis de Bourbon-Montpensier × Gabrielle de La Tour (+1486) | I. Louis de Bourbon-Montpensier × Gabrielle de La Tour (+1486) |  |  |  |  |  |  |  |  |  |  |  |  |  |  |  |  |  |  |  |  |
|                                                  |                                                  |                                                  |                                                  |                                                  |                                                  |  |  | I. Charles de Bourbon × Agnès de Bourgogne (1407–1476) | I. Charles de Bourbon × Agnès de Bourgogne (1407–1476) | I. Charles de Bourbon × Agnès de Bourgogne (1407–1476) | I. Charles de Bourbon × Agnès de Bourgogne (1407–1476) | I. Charles de Bourbon × Agnès de Bourgogne (1407–1476) | I. Charles de Bourbon × Agnès de Bourgogne (1407–1476) |  |  | I. Louis de Bourbon-Montpensier × Gabrielle de La Tour (+1486) | I. Louis de Bourbon-Montpensier × Gabrielle de La Tour (+1486) | I. Louis de Bourbon-Montpensier × Gabrielle de La Tour (+1486) | I. Louis de Bourbon-Montpensier × Gabrielle de La Tour (+1486) | I. Louis de Bourbon-Montpensier × Gabrielle de La Tour (+1486) | I. Louis de Bourbon-Montpensier × Gabrielle de La Tour (+1486) |  |  |  |  |  |  |  |  |  |  |  |  |  |  |  |  |  |  |  |  |
|                                                  |                                                  |                                                  |                                                  |                                                  |                                                  |  |  |                                                        |                                                        |                                                        |                                                        |                                                        |                                                        |  |  |                                                                |                                                                |                                                                |                                                                |                                                                |                                                                |  |  |  |  |  |  |  |  |  |  |  |  |  |  |  |  |  |  |  |  |
| Marguerite de Bourbon × II. Fülöp savoyai herceg | Marguerite de Bourbon × II. Fülöp savoyai herceg | Marguerite de Bourbon × II. Fülöp savoyai herceg | Marguerite de Bourbon × II. Fülöp savoyai herceg | Marguerite de Bourbon × II. Fülöp savoyai herceg | Marguerite de Bourbon × II. Fülöp savoyai herceg |  |  | II. Pierre de Bourbon × Beaujeu-i Anna                 | II. Pierre de Bourbon × Beaujeu-i Anna                 | II. Pierre de Bourbon × Beaujeu-i Anna                 | II. Pierre de Bourbon × Beaujeu-i Anna                 | II. Pierre de Bourbon × Beaujeu-i Anna                 | II. Pierre de Bourbon × Beaujeu-i Anna                 |  |  | Gilbert de Bourbon-Montpensier × Chiara Gonzaga                | Gilbert de Bourbon-Montpensier × Chiara Gonzaga                | Gilbert de Bourbon-Montpensier × Chiara Gonzaga                | Gilbert de Bourbon-Montpensier × Chiara Gonzaga                | Gilbert de Bourbon-Montpensier × Chiara Gonzaga                | Gilbert de Bourbon-Montpensier × Chiara Gonzaga                |  |  |  |  |  |  |  |  |  |  |  |  |  |  |  |  |  |  |  |  |
| Marguerite de Bourbon × II. Fülöp savoyai herceg | Marguerite de Bourbon × II. Fülöp savoyai herceg | Marguerite de Bourbon × II. Fülöp savoyai herceg | Marguerite de Bourbon × II. Fülöp savoyai herceg | Marguerite de Bourbon × II. Fülöp savoyai herceg | Marguerite de Bourbon × II. Fülöp savoyai herceg |  |  | II. Pierre de Bourbon × Beaujeu-i Anna                 | II. Pierre de Bourbon × Beaujeu-i Anna                 | II. Pierre de Bourbon × Beaujeu-i Anna                 | II. Pierre de Bourbon × Beaujeu-i Anna                 | II. Pierre de Bourbon × Beaujeu-i Anna                 | II. Pierre de Bourbon × Beaujeu-i Anna                 |  |  | Gilbert de Bourbon-Montpensier × Chiara Gonzaga                | Gilbert de Bourbon-Montpensier × Chiara Gonzaga                | Gilbert de Bourbon-Montpensier × Chiara Gonzaga                | Gilbert de Bourbon-Montpensier × Chiara Gonzaga                | Gilbert de Bourbon-Montpensier × Chiara Gonzaga                | Gilbert de Bourbon-Montpensier × Chiara Gonzaga                |  |  |  |  |  |  |  |  |  |  |  |  |  |  |  |  |  |  |  |  |
| Savoyai Lujza × Valois Károly angoulême-i gróf   | Savoyai Lujza × Valois Károly angoulême-i gróf   | Savoyai Lujza × Valois Károly angoulême-i gróf   | Savoyai Lujza × Valois Károly angoulême-i gróf   | Savoyai Lujza × Valois Károly angoulême-i gróf   | Savoyai Lujza × Valois Károly angoulême-i gróf   |  |  | Suzanne de Bourbon (1491–1521)                         | Suzanne de Bourbon (1491–1521)                         | Suzanne de Bourbon (1491–1521)                         | Suzanne de Bourbon (1491–1521)                         | Suzanne de Bourbon (1491–1521)                         | Suzanne de Bourbon (1491–1521)                         |  |  | III. Charles de Bourbon-Montpensier                            | III. Charles de Bourbon-Montpensier                            | III. Charles de Bourbon-Montpensier                            | III. Charles de Bourbon-Montpensier                            | III. Charles de Bourbon-Montpensier                            | III. Charles de Bourbon-Montpensier                            |  |  |  |  |  |  |  |  |  |  |  |  |  |  |  |  |  |  |  |  |
| Savoyai Lujza × Valois Károly angoulême-i gróf   | Savoyai Lujza × Valois Károly angoulême-i gróf   | Savoyai Lujza × Valois Károly angoulême-i gróf   | Savoyai Lujza × Valois Károly angoulême-i gróf   | Savoyai Lujza × Valois Károly angoulême-i gróf   | Savoyai Lujza × Valois Károly angoulême-i gróf   |  |  | Suzanne de Bourbon (1491–1521)                         | Suzanne de Bourbon (1491–1521)                         | Suzanne de Bourbon (1491–1521)                         | Suzanne de Bourbon (1491–1521)                         | Suzanne de Bourbon (1491–1521)                         | Suzanne de Bourbon (1491–1521)                         |  |  | III. Charles de Bourbon-Montpensier                            | III. Charles de Bourbon-Montpensier                            | III. Charles de Bourbon-Montpensier                            | III. Charles de Bourbon-Montpensier                            | III. Charles de Bourbon-Montpensier                            | III. Charles de Bourbon-Montpensier                            |  |  |  |  |  |  |  |  |  |  |  |  |  |  |  |  |  |  |  |  |
|                                                  |                                                  |                                                  |                                                  |                                                  |                                                  |  |  |                                                        |                                                        |                                                        |                                                        |                                                        |                                                        |  |  |                                                                |                                                                |                                                                |                                                                |                                                                |                                                                |  |  |  |  |  |  |  |  |  |  |  |  |  |  |  |  |  |  |  |  |
| I. Ferenc francia király                         |                                                  |                                                  |                                                  |                                                  |                                                  |  |  |                                                        |                                                        |                                                        |                                                        |                                                        |                                                        |  |  |                                                                |                                                                |                                                                |                                                                |                                                                |                                                                |  |  |  |  |  |  |  |  |  |  |  |  |  |  |  |  |  |  |  |  |

Montpensier grófjai a Bourbon hercegi ház oldalágát képviselték. I. Jean de Bourbon herceg – aki az azincourt-i csatában fogságba esett, és 1434-ben londoni börtönében halt meg – két fia közül az elsőszülött, I. Charles de Bourbon (1401–1456) lett a Bourbon Hercegség (Bourbonnais) uralkodó hercege. Öccse, I. Louis de Bourbon (1409–1486), III. Charles nagyapja, Montpensier grófja lett.
I. Charles de Bourbon herceg leánya, Marguerite de Bourbon (1438-1483) II. Fülöp savoyai herceghez (1438–1497) ment férjhez, legidősebb leányuk, Savoyai Lujza (1476–1531), Valois Károly angoulême-i gróf férje lett, az ő legidősebb fiuk 1515-ben I. Ferenc néven Franciaország királya lett.
I. Charles de Bourbon herceg fia, II. Pierre de Bourbon (1438–1503) XI. Lajos francia király leányát, Anna királyi hercegnőt (Anne de Beaujeu, 1461–1522), VIII. Károly király nővérét vette feleségül, aki 1483–1491 között, öccsének nagykorúságáig régensként kormányozta Franciaországot. Egyetlen fiúk, Charles, Clermont grófja korán meghalt, csak egyetlen, gyenge egészségű leánygyermekük maradt, Suzanne de Bourbon (1491–1521).
Suzanne unokanővére, a felemelkedő Valois-házba beházasodott Savoyai Lujza szemet vetett a gazdag Bourbon Hercegségre. VIII. Károly uralkodása alatt nem sokat tehetett, hiszen Suzanne a király unokahúga volt.
VIII. Károly halála után (1498-tól) után, XII. Lajos uralkodása idején Savoyai Lujza hercegné – fia, az ekkor még Ferenc orléans-i herceg, a későbbi király nevében – nyíltan igényt formált nagyapjának, I. Charles de Bourbon-nak összes birtokaira, arra számítva, hogy unokanővére, a gyenge egészségű Suzanne de Bourbon utód nélkül, fiatalon fog meghalni.
A francia királyok korábban több alkalommal is hozzájárultak, hogy Bourbon hercegei tovább örökíthessék birtokaikat olyankor is, amikor a törvényes öröklési rendben törés támadt. II. Jean de Bourbon gyermektelenül halt meg, összes javait két fivérére, Charles-ra, majd Pierre-re hagyta. Pierre-nek nem volt fia, de elnyerte a király engedélyét, hogy vagyonát leányára, Susanne-ra hagyja. A 16. század elején újabb egyezségek születtek a Bourbon hercegi ház és a korona között, melyekben elismerték Suzanne de Bourbon-t és férjét, Charles de Montpensier-t, a királyság jövendő connétable-ját, mint a ház teljes vagyonának jogszerű örököseit. Apósának, II. Pierre de Bourbon-nak halála után Charles de Montpensier-t feleségével egyenjogú társörökössé nyilvánították, így ha felesége utód nélkül hunyt volna el, Charles maga örökölhette volna az ő vagyonrészét is. Suzanne még egy biztonsági klauzulát is beillesztett a végrendeletébe, amelyben férjét, Charles-t kifejezetten saját általános örököseként (légataire universel) jelölte meg.

### Charles házassága a Bourbon-örökösnővel
II. Pierre de Bourbon Franciaország egyik leggazdagabb főura, Bourbon és Auvergne hercege, Forez és La Marche grófja, Beaujeu ura, és Dombes Hercegség fejedelme volt. Anne de France hercegnővel (1461–1522) kötött házasságából csak egyetlen, gyenge egészségű leány, Suzanne de Bourbon (1491–1521) született. A Bourbon-birtokok családon belül tartása, biztonságos öröklése érdekében Suzanne-t már gyermekkorában eljegyezték harmadfokú unokafivérével, az ifjú (III.) Charles de Montpensier grófhoz. A vőlegény neveltetéséről és oktatásáról Anne de France hercegnő gondoskodott.
1503-ban Pierre de Bourbon elhunyt. 1505-ben a 14 éves Suzanne hercegnő, II. Pierre de Bourbon és Anne de France általános örökösnője feleségül ment a 15 éves Charles de Montpensier grófoz. Házassága révén Charles felvette feleségének címeit, Bourbon hercege, Auvergne hercege, Clermont, La Marche, Forez grófja, Dombes hercege (prince), és Beaujeu ura lett. A házasság a kor leggazdagabb földbirtokosává tette.
Charles anyósa, az özvegy Anne de France hercegnő, az 1498-ban elhunyt VIII. Károly nővére abban a reményben hozta tető alá a fontos házasságot leánya, Suzanne de Bourbon és unokaöccse, Charles de Bourbon-Montpensier között, hogy a házasságból születendő unokái biztonsággal örökölhetik majd a Bourbon hercegi birtokokat, meghiúsítva ezzel Savoyai Lujza orléans-i hercegné törekvését, aki igényt formált a hatalmas Bourbon-vagyonra fia, Ferenc, Angoulême grófja, 1515-től Franciaország királya számára.
Charles de Bourbon-Montpensier és Suzanne de Bourbon házasságából azonban nem születtek életképes utódok. Három gyermekük mind meghalt csecsemőkorban: 
- François de Bourbon-Montpensier, Clermont grófja (1517–1518)

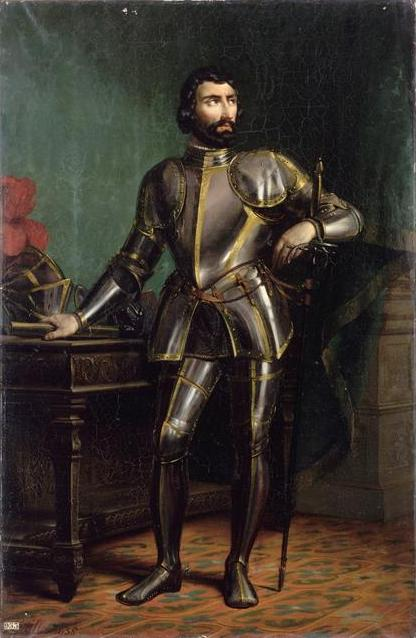
Bourbon Károly connétable (19. századi festmény)

- Ikerpár (*/† 1518)

### A francia királyok hadvezére
1507-ben XII. Lajos király kíséretében harcolt, amikor a király bevonult Genovába, újabb itáliai háborúra készülve. Vele szemben 1508-ban felállt a cambrai-i liga. 1509-ben Lajos Milánóból kiindulva behatolt Velence területére, kirobbantva a cambari-i liga első háborúját. Charles de Bourbon is részt vett az agnadellói csatában, ahol a király, vele Charles d’Amboise de Chaumont marsall és II. Louis de La Trémoille vereséget mért a Niccolò Orsini és unokafivére, Bartolomeo d’Alviano condottierék vezette velencei hadseregre. Charles de Bourbont a király főlovászmesterré, connétable-vá nevezte ki, ami a lovas haderő főparancsnokságát jelentette.
1512-ben a király Charles de Bourbont kinevezte Languedoc kormányzójává, és harcba küldte Aragóniai Ferdinánd csapatai ellen, aki a Navarrai Királyság elfoglalására indított támadást. 1515-ben Charles a Burgundi Hercegséget védelmezte Habsburg Miksa császár offenzívája ellen.
1515-ben az új király, I. Ferenc nagy hadjáratot indított az 1512-ben elvesztett Milánói Hercegség visszaszerzésére, ezúttal a velenceiekkel szövetségben. Hadseregeit Charles de Bourbon, II. Louis de la Trémoille, Gian Giacomo Trivulzio, Bayard lovag és Odet de Foix-Lautrec marsall vezette, a velenceieket Bartolomeo d’Alviano. Szeptember 13-14-én a marignanói csatában a francia–velencei szövetség döntő vereséget mért a velük szemben felvonult, pápai zsoldban álló svájciakra és milánóiakra. Ferenc király elfoglalta Milánót. Charles de Bourbont kinevezte királyi főlovászmesterré (connétable de France), és a Milánói Hercegség francia alkirályává. Bourbon hercege ezután Milánót védelmezte a császáriak támadásai ellen, kisebb-nagyobb sikerrel. 1516 márciusában a király hazarendelte, helyére Lautrec marsallt helyezte. Az 1516 augusztusában megkötött noyoni békeszerződés egész Észak-Itáliát Franciaországnak adta.
A Savoyai Lujza által szított birtokvita azonban elmérgesedett. Fia, Ferenc király 1516-ban leváltotta Charles de Bourbont Milánó alkirályának tisztségéből, és hazarendelte Franciaországba.

### A Bourbon-örökség elvesztése
Suzanne de Bourbon 1521-ben elhunyt. Végrendelete alapján Charles de Bourbon teljes és kizárólagos joggal megörökölte feleségének összes címeit és birtokait. A korona jogászai azonban megtámadták a Bourbon-vagyonra vonatkozó korábbi megállapodásokat.
A Bourbon-vagyon átörökölhetőségét több szempontból lehetett értelmezni. XII. Lajos király idején megállapodások születtek a korona és a Bourbons-Beaujeu és Bourbons-Montpensier családok között. Az elhunyt király utódja, I. Ferenc király saját döntése szerint elismerhette vagy elutasíthatta ezeket. Ugyanakkor más megítélés alá estek egyfelől Auvergne és Marche hercegeinek saját jogon a koronától kapott adománybirtokai (apanage), melyeket csak közvetlen férfi örökös kaphatott meg, másfelől az ági vagyon, a hercegek saját apai öröksége (Bourbonnais, Beaujolais, Forez), melyet bármelyik leszármazott örökölhetett. A törvényes örökös személyének meghatározása bonyolult jogi feladatot jelentett.
Savoyai Lujza hercegné, a király anyja maga is Bourbonnais egyik hercegének, I. Jean de Bourbon-nak unokája volt. Keresetet nyújtott be a párizsi parlamentnek (bíróságnak), amelyben önmagát, mint az elhunyt legközelebbi rokonát, kérte elismertetni a Bourbon-vagyon általános örököseként. A per több hónapon át tartott, a bíróság végül a felperes javára döntött, ellentétben a szokásos joggyakorlattal és a Bourbonok házassági szerződésével. Charles anyósa, Anne de France hercegnő, aki visszavonultan élt Chantelle-ben, röviddel elhunyta (1522 novembere) előtt személyesen tanúskodott a bíróság előtt, de sikertelenül. A felperes fia, Ferenc király közben különféle zaklatásokkal és fenyegetésekkel nyomás alá helyezte korábban favorizált hadvezérét, akinek helyzete tarthatatlanná vált.

### Szökése
Kilátástalan helyzetében Charles de Bourbon V. Károly német-római császárral kezdett titkos egyezkedésbe, birtokainak garantálásáért. 1523-ban a király tudomást szerzett erről. Charles de Bourbon, életét veszélyben érezve, álruhában az országból és Károly császárnál keresett menedéket. Ferenc király dezertálásnak minősítette a tettét. Árulás és felségsértés jogcímén elkobozta a teljes Bourbon-örökséget, mind az adománybirtokokat, mind az ági vagyont. Charles de Bourbont megfosztotta rangjától, összes címeitől és tisztségeitől is. Ferenc király megszerezte az egyik legnagyobb, középkorból fennmaradt hűbérbirtokot, amely magában foglalta Franciaországnak a Massif Central-tól északra fekvő csaknem teljes területét. 1531-ben az egészet végleg a királyi koronabirtokokhoz (domaine royal) csatolták.
A volt connétable legidősebb nővére, Louise de Montpensier sokkal később, 1539-ben is csupán Montpensier grófságát (ekkor már hercegségét) kaphatta vissza. Montpensier hercegei a királyt szolgálták, 1608-tól a hercegi ház női ágon maradt fenn. Az utolsó Montpensier-leszármazott, Anne-Marie-Louise d’Orléans királyi hercegnő, a Grande Mademoiselle (Gaston orléans-i herceg és Marie de Bourbon leánya) 1693-ban hunyt el.

### V. Károly császár hadvezére
Az üldözött és kifosztott Charles de Bourbon V. Károly császárnak ajánlotta fel szolgálatait, a császár katonai győzelmétől remélve birtokainak visszaszolgáltatását. Az itáliai háborúit vívó császár főhadparancsnokká, saját harctéri helyettesévé (Generalleutnant / lieutenant général) nevezte ki. Az 1521–26 között zajló négyéves háború 1523 utáni szakaszában Charles herceg már a francia oldalon harcolt. 1524. április 30-án véres győzelmet erőszakolt ki a Sesia-menti csatában, ahol a legendás francia vezér, Bayard lovag is elesett.
1524 nyarán Charles herceg és Fernando de Ávalos spanyol tábornok hadjáratot vezetett Provence ellen, és Marseille ostromába fogott. Ferenc király La Palice marsallt küldte a város felmentésére, a császáriakat az ostrom feladására kényszerítette, sőt visszafoglalta Avignont is.
Az 1525. február 24-én vívott paviai győzelem nagy elégtételt hozott Charles de Bourbon hercegnek. I. Ferenc király csapatai megsemmisítő vereséget szenvedtek a spanyol–német csapatoktól, a csapdába esett királyt maga Charles szólította fel megadásra. (Diadalát csak kevéssé csorbította, hogy őt magát Ferenc árulónak nevezte, és helyette Nápoly spanyol alkirályának, Charles de Lannoy grófnak adta át a kardját).
A madridi békeszerződés tárgyalása során azonban Charles-nak csalódnia kellett. A fogságba vetett Ferenc királlyal szemben a császár igen előnyös helyzetben volt, ennek ellenére fontosabbnak ítélte a békeszerződés aláírását, mint Charles herceg személyes sérelmének orvoslását. A visszahelyezte őt jogaiba, visszaadta összes elkobzott ingó és ingatlan vagyonát, teljes kártérítést nyújtott neki. Bourbon Károly azonban személyes hűbérúri kárpótlást (hommage féodal)-t is kívánt jár földjeiért, továbbá a király ígéretét arra, hogy a Provence-i Grófságot szuverén (nem hűbéres) hercegséggé teszi, végül pedig Károly császár egyik nővérét kérte feleségül.) Károly azonban nem tett lépéseket a követelés érvényesítéséért.

### Utolsó csatája Róma ellen
1526-ban a fogságából szabadult I. Ferenc felmondta a rákényszerített madridi békeszerződést, és megszervezte a császár ellen a cognaci ligát, VII. Kelemen pápa, II. Francesco Sforza milánói herceg, a Velence és még néhány kisebb északi-itáliai fejedelem részvételével. 1526 őszén V. Károly nagy erejű, 12 000 főnyi német zsoldos hadsereget küldött Lombardiába, köztük a paviai csata veterán landsknechtjei, von Frundsberg kapitány parancsnoksága alatt. E csapatok 1525-ben több itáliai várost kiraboltak és felperzseltek. V. Károly öccse, Habsburg Ferdinánd főherceg nem fizette a zsoldjukat. A német sereghez 1527 elején Charles de Bourbon milánói csapatai, Nápolyból küldött spanyol egységek és itáliai szabadcsapatok is csatlakoztak, élükön a másik renegáttal, Philibert de Chalon-Arlay-val, Oránia hercegével, aki szintén 1523-ban lépett át a francia király szolgálatából a császáréba.

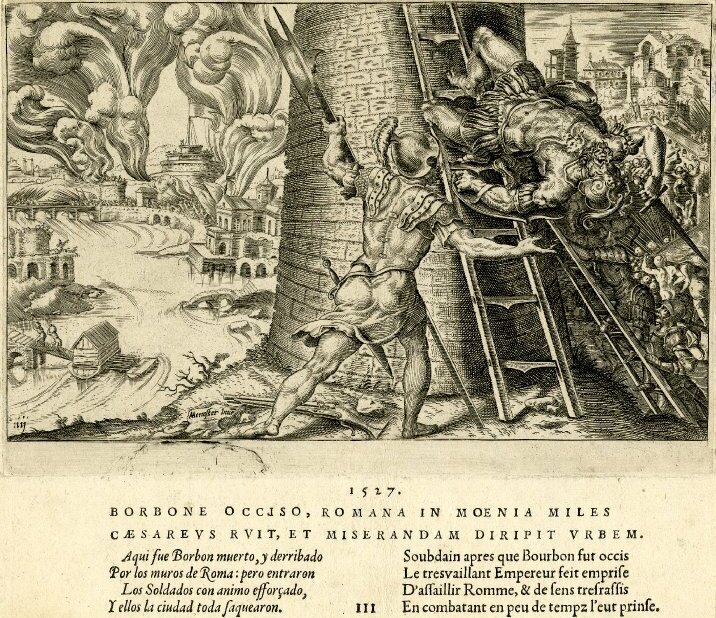
Charles de Bourbon halála Róma ostrománál (Martin van Heemskerck metszete, 1555.)

A fizetetlen hadsereg fegyelme felbomlott, lázadások törtek ki, az idős Georg von Frundsberg agyvérzést kapott, nem tudta többé irányítani katonáit. Charles de Bourbon kezébe jutott a parancsnokság, ő a sereget előbb Firenze megsarcolására, majd az ottani kudarc után Róma megostromlására vezette. Döntésének motívumai nem tisztázottak. Saját hercegségének birtokába csak úgy juthatott, ha a császár katonai erővel leveri a franciákat és egy újabb békeszerződésbe belefoglalja a Bourbon Hercegség helyreállítását. Lehetséges, hogy Charles reálisabbnak látta egy itáliai hercegség megszerzését. Ferenc király viszont a cognaci ligához csatlakozás fejében VII. Kelemen pápának ígérte a Milánói Hercegséget, amelyet Charles de Bourbon kormányzott volna a császár nevében.
1527. május 6-án Charles de Bourbon és Chalon-Arlay csapatai megrohanták Róma leggyengébb pontjait a Trasteverénél és a Vatikánnál. Ostromlétrákon mászták meg a falakat, mert ostromgépeiket és tüzérségüket Firenze falai alatt hagyták. Charles de Bourbon herceget, aki maga is ostromlétrán igyekezett feljutni a falra, egy szakállas puska (arkebúz) lövése leterítette. (A mesteri lövést Benvenuto Cellini, a falakon harcoló ötvösművész büszkén a magáénak vallotta). A vezér nélkül maradt csapatok betörtek a városba, lemészárolták a svájci gárdát.
Az elesett Charles de Bourbon herceget katonái az elfoglalt Sixtus-kápolnában ravatalozták fel, a parancsnokságot Philibert de Chalon-Arlay vette át. Reggel a vezér háromnapos szabad rablást és gyilkolást engedélyezett, ezt követően a katonák tervszerűen, szisztematikusan átkutatták a várost, kincsek és értékek után kutatva. A fosztogatás majdnem egy éven át tartott.
Charles de Bourbon herceg utódok nélkül halt meg, gyermekei rövid idővel születésük után mind meghaltak.

### Sírhelye
V. Károly, amikor hírt kapott barátja és hadvezére haláláról, helyére Philibert de Chalon-Arlay-t, Orange hercegét nevezte ki az itáliai császári csapatok parancsnokává. A császár utasította Orange hercegét, hogy Milánóban építsen emlékművet a „connétable” emlékére. Amikor a Rómát kifosztó császári sereg elhagyta Rómát, Charles de Bourbon holttestét magukkal vitték Gaetába, ahol a vár kápolnájában emelt mauzóleumban temették el. 1562-ben a tridenti zsinat kiátkozta Bourbon hercegét, mint a Róma elleni rablótámadás felelősét. Síremlékét felszámolták, földi maradványait a templom falain kívül földelték el.

## További információ
- René Guerdan. Franz I. König der Renaissance. Frankfurt am Main: Societäts-Verlag (1978). ISBN 3-7973-0313-0
- J. Duhamel. Le Connétable de Bourbon (1971)
- Denis Crouzet. Charles de Bourbon, connétable de France. Paris: Fayard (2003)
- History of the popes; their church and state (Vol.III), szerző Leopold von Ranke, Wellesley College Library, (reprint 2009)
- Hernán Pérez del Pulgar: Coronica llamada las dos conquistas del reino de Nápoles, in: Crónicas del Gran Capitán, 97-98. old.
- Charles Oman: A History of the Art of War in the Sixteenth Century, Methuen & Co., London, 1937
- Francesco Guicciardini: Storia d’Italia, 12. könyv, 15. fejezet Archiválva 2016. március 4-i dátummal a Wayback Machine-ben